# Distonia focale
La distonia focale è una condizione neurologica, un tipo di distonia, che colpisce un muscolo o un gruppo di muscoli in una parte specifica del corpo, causando contrazioni muscolari involontarie e posture anormali. Ad esempio, nella distonia focale della mano, le dita si arricciano nel palmo o si estendono verso l'esterno senza controllo. Nei musicisti, la condizione è chiamata distonia focale del musicista, o semplicemente, distonia del musicista. Negli sport è comunemente indicato come yips.

## Cause
L'attuale scienza medica non descrive precisamente le cause della distonia. Il peggioramento dei neuroni nella corteccia sensomotoria, un sottile strato di tessuto neurale che copre il cervello, si pensa che causi le contrazioni. Questo cattivo funzionamento può derivare da meccanismi inibitori alterati durante la contrazione muscolare. Quando il cervello dice a un dato muscolo di contrarsi, contemporaneamente silenzia i muscoli che si oppongono al movimento previsto. Sembra che la distonia interferisca con la capacità del cervello di inibire quei muscoli circostanti, portando alla perdita di selettività.
La corteccia sensomotoria è organizzata come "mappe" discrete del corpo umano. In condizioni normali, ciascuna parte del corpo (come le dita individuali) occupa un'area distinta su queste mappe corticali. Nella distonia, queste mappe perdono i loro confini distinti e si verifica una sovrapposizione. L'esplorazione di questo inizialmente comportò un eccessivo allenamento dei movimenti delle dita nei primati non umani, che portò allo sviluppo della distonia focale della mano. L'esame della corteccia somatosensoriale primaria negli animali addestrati mostrava rappresentazioni grossolanamente distorte delle mappe relative alle dita rispetto agli animali non addestrati. Inoltre, queste mappe negli animali distonici avevano perso i confini distinti che erano stati notati negli animali non addestrati.
Gli studi di imaging negli esseri umani con distonia focale hanno confermato questo risultato. Inoltre la stimolazione sincrona afferente dei muscoli periferici induce cambiamenti organizzativi nelle rappresentazioni motorie, caratterizzati sia da un aumento della dimensione della mappa dei muscoli stimolati che da una riduzione della separazione cartografica, valutata mediante stimolazione magnetica transcranica.
La connettività incrociata tra aree che sono normalmente segregate nella corteccia sensoriale può prevenire il normale feedback sensomotorio e quindi contribuire alla co-contrazione osservata dei gruppi muscolari antagonisti e movimenti impropriamente temporizzati e sequenziati che sono alla base dei sintomi della distonia focale. Si ipotizza che un deficit nell'inibizione causato da una perdita geneticamente mediata di interneuroni inibitori possa essere la causa sottostante dei deficit osservati nella distonia.
Mentre di solito è indolore, in alcuni casi la contrazione sostenuta e la postura anormale nella distonia causano dolore. La distonia focale colpisce in genere le persone che si basano su abilità motorie fini,  musicisti, scrittori, chirurghi, ecc. Si ritiene che l'eccessivo allenamento motorio richiesto da tali competenze possa contribuire allo sviluppo della distonia mentre le loro mappe corticali si ingrandiscono e iniziano a sovrapporsi. La distonia focale è generalmente "specifica del compito", il che significa che è solo problematica durante certe attività.

## Trattamento
Questa condizione viene spesso trattata con iniezioni di neurotossina botulinica A (BoNT/A). BoNT/A riduce i sintomi del disturbo ma non è una cura per la distonia. Poiché la radice del problema è neurologica, i medici hanno esplorato le attività di rieducazione sensomotoria per consentire al cervello di "ricablarsi" ed eliminare i movimenti distonici. Il lavoro di diversi medici come Nancy Byl e Joaquin Farias ha dimostrato che le attività di rieducazione sensomotoria e la stimolazione propriocettiva possono indurre la neuroplasticità, consentendo ai pazienti di recuperare una sostanziale funzione persa per la distonia focale.
Gli anticolinergici come l'Artane possono essere prescritti per l'uso off-label, poiché alcuni pazienti hanno avuto successo.
Il bassista e didatta Scott Devine ha detto che indossa un guanto mentre suona il basso a causa delle sue condizioni. Ha scoperto che il guanto ferma i movimenti involontari delle dita. Dice che funziona per lui ma non suggerisce che possa funzionare per tutti quelli nella sua condizione.